# Abiotische olie
Abiotische olie is aardolie ontstaan door niet-biologische processen in het binnenste van de aarde. Hoewel vorming van olie door reductie van koolstof in de aardmantel in theorie mogelijk is, lijkt het proces niet waarschijnlijk. Aardolie is een fossiele brandstof die ontstaat uit organisch materiaal afkomstig van met name plankton. Zelfs als abiotische olie voorkomt zou het een verwaarloosbaar aandeel van de wereldwijde olievoorraad uitmaken.
De hypothese dat een aanzienlijk deel van de aardoliereserves op abiotische wijze ontstond is terug te voeren tot de Franse chemicus Marcellin Berthelot en de Russische chemicus Dmitri Mendelejev, die deze theorie in de 19e eeuw poneerden. De theorie was in de jaren 1950 populair in de Sovjet-Unie, maar vond elders weinig aanhang. De belangrijkste aanhangers waren de Russische geoloog Nikolai Alexandrovitch Kudryavtskev en de Oekraïense onderzoeker Emmanuïl Bogdanovych Chekaliuk. De Australische astrofysicus Thomas Gold (1920 – 2004) opperde later dat aardgas wellicht een abiotische oorsprong kan hebben. Door de groeiende kennis van de samenstelling van de aardmantel en de geologie van oliereservoirs werd het idee aan het einde van de 20e eeuw verworpen.
De vorming van koolwaterstoffen uit koolstof is op zich wel mogelijk. Bij de hydrolyse van ultramafisch gesteente, wat met name bij mid-oceanische ruggen plaatsvindt, kunnen langere koolwaterstoffen ontstaan. Aardolie is echter een ingewikkeld mengsel van verschillende hogere koolwaterstoffen. Studies in Sudbury, Canada hebben aangetoond dat het ontstaan van abiotische olie op zich mogelijk is, maar niet in hoeveelheden die ooit commercieel exploitabel zouden zijn.